# Мачке (филм из 2019)
Мачке (енгл. Cats) је мјузикл-фантастични филм из 2019. године, темељен на истоименом сценском мјузиклу Ендруа Лојда Вебера, награђеним наградом Тони, који је темељен на збирци поезија Томаса Стернса Елиота, Old Possum's Book of Practical Cats (1939). Филм је режирао Том Хупер, у свом другом режирању дугометражног мјузикла, после филма Јадници (2012); по сценарију Лија Хола и Хупера. Ансамблску поделу улога чине Џејмс Корден, Џуди Денч, Џејсон Деруло, Идрис Елба, Џенифер Хадсон, Ијан Макелен, Тејлор Свифт, Ребел Вилсон и Франческа Хејвард.
У биоскопима је објављен 20. децембра 2019. у Уједињеном Краљевству и Сједињеним Државама, дистрибутера Universal Pictures-а, и 2. јануара 2020. године у Србији, дистрибутера Taramount Film-а. Филм је био значајно критикован од стране критичара, који су критиковали његове визуелне ефекте, монтажу, дизајн мачака, глумачке наступе, радњу и сценарио. Међутим, неки критичари су похвалили визуелне аспекте (посебно дизајн продукције) и саундтрек, као и Хадсонино извођење песме „Memory”, заједно са благим побољшањем наратива, упоређујући га са изворним материјалом (пошто је у оригиналном сценском мјузиклу недостајала структура приче). Неки га сматрају једним од најгорих филмова икада снимљених. Филм је такође остварио неуспех на биоскопским благајнама, зарадивши 75 милиона долара, наспрам буџета од 80–100 милиона долара, а процењује се да је Universal Pictures изгубио око 114 милиона долара.

## Улоге
| Глумац            | Улога            |
| ----------------- | ---------------- |
| Франческа Хејвард | Викторија        |
| Џуди Денч         | Олд Деутерономеј |
| Идрис Елба        | Макавити         |
| Џенифер Хадсон    | Гризабела        |
| Лори Дејвидсон    | Мистофелес       |
| Роберт Ферчајлд   | Мункустрап       |
| Ребел Вилсон      | Џенианидот       |
| Џејмс Корден      | Бустофер         |
| Џејсон Деруло     | Рум Тум Тугер    |
| Ијан Макелен      | Аспарагус        |
| Тејлор Свифт      | Бомбалурина      |
| Стивен Мекре      | Скимблешанк      |
| Дени Колинс       | Мунгоџери        |
| Наојм Морган      | Румплетизер      |
| Реј Винстон       | Гроултигер       |
| Мете Таули        | Касандра         |
| Данијела Норман   | Деметер          |